# Municipio de Mead (Nebraska)
El municipio de Mead (en inglés: Mead Township) es un municipio ubicado en el condado de Merrick en el estado estadounidense de Nebraska. En el año 2010 tenía una población de 170 habitantes y una densidad poblacional de 1,23 personas por km².

## Geografía
El municipio de Mead se encuentra ubicado en las coordenadas 41°14′36″N 98°1′10″O / 41.24333, -98.01944. Según la Oficina del Censo de los Estados Unidos, el municipio tiene una superficie total de 137.76 km², de la cual 137,76 km² corresponden a tierra firme y (0 %) 0 km² es agua.

## Demografía
Según el censo de 2010, había 170 personas residiendo en el municipio de Mead. La densidad de población era de 1,23 hab./km². De los 170 habitantes, el municipio de Mead estaba compuesto por el 100 % blancos. Del total de la población el 0 % eran hispanos o latinos de cualquier raza.